# Volbeat (demo)
Volbeat er den første demo fra det danske heavy metal-band af samme navn. Det blev udgivet i 2002 uafhængigt af pladeselskaber. De medvirkende er Michael Poulsen (sang og guitar), Teddy Vang (guitar), Anders Kjølholm (bas) og Jon Larsen (trommer).
En del af sangen blev genindspillet til bandets første album The Strength / The Sound / The Songs, der udkom i 2005. Dog blev titlerne ændret lidt. "Always" blev til "Always. Wu", "Something Else" blev "Something Else Or...", "Everything is Fine" blev til "Everything's Still Fine" og "Caroline" blev til "Caroline #1".

## Spor
1. "Always" - 02:36
2. "Something Else" - 04:02
3. "The Quest" - 04:06
4. "Everything Is Fine" - 03:21
5. "Caroline" - 04:11
6. "When Words Taste of Lies" - 02:22
7. "Where to" - 04:15
8. "Until the Light Came" - 04:02
9. "Misery - Company" - 03:28
10. "Ghosts at War" - 03:06